# ナムチェバザール (バンド)
ナムチェバザール(Namtie Bazar)は1987年に大阪で結成されたエスノポップバンド。

## メンバー
- Vo　中塚芳生(Nam-Nam)　1964年4月11日大阪府出身　→もえかす→ソロ活動
- G　東郷秀介(ピースマン)　1962年大阪府出身　→2007年ソロにて活動再開
- B　南須原正則(なっすん)1966年東京都出身　→2006年8月～D&D →平行してソロ活動 ユニットSun・Moon・Package（SMP）D-wifeのベーシスト
- タブラ　別所誠洋(まーくん)　1966年大阪府出身 →天空オーケストラ
- シタール　中島薄童　1964年大阪府出身
- G、Vo　伊丹秀明(hideboo)　1965年大阪府出身　→　ソロ活動～D&D～H2G～DzTG
- K　岡田佳代　1967年大阪府出身

## 活動の概要
アコースティックを基本としてシタールやタブラなどのインド楽器と、リフを主体としたアコースティックギター、ブルース・フィーリングのボーカルという珍しい取り合わせに電飾などをつけたガスマスクを被り、その様相はさながらスター・ウォーズのクリーチャーたちの酒場でのライブであった。バンド・ブームの真っ最中、ビジュアル系やヘヴィメタル、パンクバンドなどとも数多く対バンで演奏し、負けず劣らずの過激なパーフォーマンスはジャンルを超えて一目置かれた。「いかす!!バンド天国』(TBS系)にも出演して、当時の模様は完全完奏版のビデオに収録されている。また劇団惑星ピスタチオとの共演でも注目され上岡演劇賞も受けている。

## CD
- サイバーサイコフォークダンス(1991/05/25) SOLTEX (SLMD-9201)
- ナムチェバザール (1991/07/21)日本クラウン (FWCR-16)

## ビデオ
イカ天[完全]完奏版(IKA-9004)